# CONCACAF Champions League 2022
La CONCACAF Champions League 2022 è stata la 57ª edizione della CONCACAF Champions League, nonché la quattordicesima con questa denominazione.
Il Seattle Sounders ha conquistato per la prima volta il torneo e si è qualificato alla Coppa del mondo per club FIFA.

## Formula
Le squadre partecipanti sono 16, provenienti dalle tre associazioni regionali che compongono la CONCACAF: la North American Football Union, la Unión Centroamericana de Fútbol e la Caribbean Football Union.
I club, per poter partecipare al torneo, devono rispettare i criteri imposti dalla CONCACAF in materia di stadi. Se le squadre aventi diritto a partecipare non hanno uno stadio casalingo in grado di soddisfare i criteri richiesti, possono indicarne un altro a norma nel proprio paese. Se un club non riuscisse a trovare un impianto adeguato per la competizione sarebbe escluso dalla manifestazione.
Le partecipanti sono inserite in un tabellone di tipo tennistico: tutti i turni sono a eliminazione diretta con incontri di andata e ritorno, fino alle semifinali in caso di parità nel risultato aggregato il passaggio del turno è deciso applicando la regola dei gol fuori casa, in caso di ulteriore parità non sono effettuati i tempi supplementari ma si decide il passaggio del turno attraverso i rigori. In finale in caso di parità si disputano i tempi supplementari e quindi i rigori. Negli ottavi e nei quarti di finale il fattore campo è determinato dalla posizione sorteggiata nel tabellone, mentre nelle semifinali e in finale è determinato dai risultati dei turni precedenti.

## Date
| Turno            | Sorteggio                     | Andata              | Ritorno             |
| ---------------- | ----------------------------- | ------------------- | ------------------- |
| Ottavi di finale | 15 dicembre 2021 (Miami, USA) | 15-17 febbraio 2022 | 22-24 febbraio 2022 |
| Quarti di finale | 15 dicembre 2021 (Miami, USA) | 8-10 marzo 2022     | 15-17 marzo 2022    |
| Semifinali       | 15 dicembre 2021 (Miami, USA) | 5-7 aprile 2022     | 12-14 aprile 2022   |
| Finale           | 15 dicembre 2021 (Miami, USA) | 26-28 aprile 2022   | 3-5 maggio 2022     |

## Squadre partecipanti
| Nazione             | Slot  | Club               | Qualificazione                                                        |
| ------------------- | ----- | ------------------ | --------------------------------------------------------------------- |
| Messico 4 posti     | MEX 1 | León               | Campione Torneo Apertura 2020                                         |
| Messico 4 posti     | MEX 2 | Cruz Azul          | Campione Torneo Clausura 2021                                         |
| Messico 4 posti     | MEX 3 | Pumas UNAM         | Finalista Torneo Apertura 2020                                        |
| Messico 4 posti     | MEX 4 | Santos Laguna      | Finalista Torneo Clausura 2021                                        |
| Stati Uniti 4 posti | USA 1 | New York City      | Campione MLS 2021                                                     |
| Stati Uniti 4 posti | USA 2 | N.E. Revolution    | Vincitore MLS Supporters' Shield 2021                                 |
| Stati Uniti 4 posti | USA 3 | Colorado Rapids    | Vincitore Western Conference MLS 2021                                 |
| Stati Uniti 4 posti | USA 4 | Seattle Sounders   | Terzo nella regular season MLS 2021                                   |
| Canada 1+1 posti    | CAN 1 | CF Montréal        | Vincitore Canadian Championship 2021                                  |
| Canada 1+1 posti    | CAN 2 | Forge              | Miglior semifinalista CONCACAF League 2021                            |
| Costa Rica 2 posti  | CRC 1 | Saprissa           | Miglior eliminata ai quarti di finale di CONCACAF League 2021         |
| Costa Rica 2 posti  | CRC 2 | Santos de Guápiles | Seconda miglior eliminata ai quarti di finale di CONCACAF League 2021 |
| Guatemala 2 posti   | GTM 1 | Comunicaciones     | Vincitore CONCACAF League 2021                                        |
| Guatemala 2 posti   | GTM 2 | Guastatoya         | Seconda semifinalista CONCACAF League 2021                            |
| Honduras 1 posto    | HON 1 | Motagua            | Finalista CONCACAF League 2021                                        |
| CFU 1 posto         | CCC 1 | Cavaly             | Campione Campionato per club CFU 2021                                 |

## Partite

### Tabellone
|  | Ottavi                 | Ottavi | Ottavi |  |                     | Quarti           | Quarti | Quarti |  |                  | Semifinali    | Semifinali | Semifinali |  |                  | Finale     | Finale | Finale |
|  |                        |        |        |  |                     |                  |        |        |  |                  |               |            |            |  |                  |            |        |        |
|  | Guastatoya             | 0      | 0      |  |                     |                  |        |        |  |                  |               |            |            |  |                  |            |        |        |
|  | Guastatoya             | 0      | 0      |  |                     |                  |        |        |  |                  |               |            |            |  |                  |            |        |        |
|  | León                   | 2      | 1      |  |                     |                  |        |        |  |                  |               |            |            |  |                  |            |        |        |
|  | León                   | 2      | 1      |  | Seattle Sounders    | 3                | 1      |        |  |                  |               |            |            |  |                  |            |        |        |
|  |                        |        |        |  | Seattle Sounders    | 3                | 1      |        |  |                  |               |            |            |  |                  |            |        |        |
|  |                        |        |        |  |                     | León             | 0      | 1      |  |                  |               |            |            |  |                  |            |        |        |
|  | Motagua                | 0      | 0      |  |                     | León             | 0      | 1      |  |                  |               |            |            |  |                  |            |        |        |
|  | Motagua                | 0      | 0      |  |                     |                  |        |        |  |                  |               |            |            |  |                  |            |        |        |
|  | Seattle Sounders       | 0      | 5      |  |                     |                  |        |        |  |                  |               |            |            |  |                  |            |        |        |
|  | Seattle Sounders       | 0      | 5      |  |                     |                  |        |        |  | Seattle Sounders | 3             | 1          |            |  |                  |            |        |        |
|  |                        |        |        |  |                     |                  |        |        |  | Seattle Sounders | 3             | 1          |            |  |                  |            |        |        |
|  |                        |        |        |  |                     |                  |        |        |  |                  | New York City | 1          | 1          |  |                  |            |        |        |
|  | Comunicaciones (dtr)   | 1      | 0 (4)  |  |                     |                  |        |        |  |                  | New York City | 1          | 1          |  |                  |            |        |        |
|  | Comunicaciones (dtr)   | 1      | 0 (4)  |  |                     |                  |        |        |  |                  |               |            |            |  |                  |            |        |        |
|  | Colorado Rapids        | 0      | 1 (3)  |  |                     |                  |        |        |  |                  |               |            |            |  |                  |            |        |        |
|  | Colorado Rapids        | 0      | 1 (3)  |  | New York City (gfc) | 3                | 2      |        |  |                  |               |            |            |  |                  |            |        |        |
|  |                        |        |        |  |                     |                  |        |        |  |                  |               |            |            |  |                  |            |        |        |
|  |                        |        |        |  |                     | Comunicaciones   | 1      | 4      |  |                  |               |            |            |  |                  |            |        |        |
|  | Santos de Guápiles     | 0      | 0      |  |                     |                  |        |        |  |                  |               |            |            |  |                  |            |        |        |
|  | Santos de Guápiles     | 0      | 0      |  |                     |                  |        |        |  |                  |               |            |            |  |                  |            |        |        |
|  | New York City          | 2      | 4      |  |                     |                  |        |        |  |                  |               |            |            |  |                  |            |        |        |
|  | New York City          | 2      | 4      |  |                     |                  |        |        |  |                  |               |            |            |  | Seattle Sounders | 2          | 3      |        |
|  |                        |        |        |  |                     |                  |        |        |  |                  |               |            |            |  | Seattle Sounders | 2          | 3      |        |
|  |                        |        |        |  |                     |                  |        |        |  |                  |               |            |            |  |                  | Pumas UNAM | 2      | 0      |
|  | Saprissa               | 2      | 1      |  |                     |                  |        |        |  |                  |               |            |            |  |                  | Pumas UNAM | 2      | 0      |
|  | Saprissa               | 2      | 1      |  |                     |                  |        |        |  |                  |               |            |            |  |                  |            |        |        |
|  | Pumas UNAM             | 2      | 4      |  |                     |                  |        |        |  |                  |               |            |            |  |                  |            |        |        |
|  | Pumas UNAM             | 2      | 4      |  | N.E. Revolution     | 3                | 0 (3)  |        |  |                  |               |            |            |  |                  |            |        |        |
|  |                        |        |        |  | N.E. Revolution     | 3                | 0 (3)  |        |  |                  |               |            |            |  |                  |            |        |        |
|  |                        |        |        |  |                     | Pumas UNAM (dtr) | 0      | 3 (4)  |  |                  |               |            |            |  |                  |            |        |        |
|  | Cavaly                 | -      | -      |  |                     |                  |        |        |  |                  |               |            |            |  |                  |            |        |        |
|  | Cavaly                 | -      | -      |  |                     |                  |        |        |  |                  |               |            |            |  |                  |            |        |        |
|  | N.E. Revolution (tav.) | -      | -      |  |                     |                  |        |        |  |                  |               |            |            |  |                  |            |        |        |
|  | N.E. Revolution (tav.) | -      | -      |  |                     |                  |        |        |  | Pumas UNAM       | 2             | 0          |            |  |                  |            |        |        |
|  |                        |        |        |  |                     |                  |        |        |  | Pumas UNAM       | 2             | 0          |            |  |                  |            |        |        |
|  |                        |        |        |  |                     |                  |        |        |  |                  | Cruz Azul     | 1          | 0          |  |                  |            |        |        |
|  | Santos Laguna          | 1      | 0      |  |                     |                  |        |        |  |                  | Cruz Azul     | 1          | 0          |  |                  |            |        |        |
|  | Santos Laguna          | 1      | 0      |  |                     |                  |        |        |  |                  |               |            |            |  |                  |            |        |        |
|  | CF Montréal            | 0      | 3      |  |                     |                  |        |        |  |                  |               |            |            |  |                  |            |        |        |
|  | CF Montréal            | 0      | 3      |  | Cruz Azul           | 1                | 1      |        |  |                  |               |            |            |  |                  |            |        |        |
|  |                        |        |        |  | Cruz Azul           | 1                | 1      |        |  |                  |               |            |            |  |                  |            |        |        |
|  |                        |        |        |  |                     | CF Montréal      | 0      | 1      |  |                  |               |            |            |  |                  |            |        |        |
|  | Forge                  | 0      | 1      |  |                     | CF Montréal      | 0      | 1      |  |                  |               |            |            |  |                  |            |        |        |
|  | Forge                  | 0      | 1      |  |                     |                  |        |        |  |                  |               |            |            |  |                  |            |        |        |
|  | Cruz Azul              | 1      | 3      |  |                     |                  |        |        |  |                  |               |            |            |  |                  |            |        |        |
|  | Cruz Azul              | 1      | 3      |  |                     |                  |        |        |  |                  |               |            |            |  |                  |            |        |        |

### Ottavi di finale
Dopo un primo rinvio del match dell'andata degli ottavi di finale, il Cavaly ha comunicato il proprio abbandono dalla competizione a causa del permesso negato per viaggiare negli Stati Uniti d'America.
| Squadra 1          | Totale          | Squadra 2        | Andata | Ritorno |
| ------------------ | --------------- | ---------------- | ------ | ------- |
| Guastatoya         | 0 - 3           | León             | 0 - 2  | 0 - 1   |
| Motagua            | 0 - 5           | Seattle Sounders | 0 - 0  | 0 - 5   |
| Comunicaciones     | 1 - 1 (4-3 dtr) | Colorado Rapids  | 1 - 0  | 0 - 1   |
| Santos de Guápiles | 0 - 6           | New York City    | 0 - 2  | 0 - 4   |
| Saprissa           | 3 - 6           | Pumas UNAM       | 2 - 2  | 1 - 4   |
| Cavaly             | rit.            | N.E. Revolution  | N.D.   | N.D.    |
| Santos Laguna      | 1 - 3           | CF Montréal      | 1 - 0  | 0 - 3   |
| Forge              | 1 - 4           | Cruz Azul        | 0 - 1  | 1 - 3   |

### Quarti di finale
| Squadra 1        | Totale          | Squadra 2      | Andata | Ritorno |
| ---------------- | --------------- | -------------- | ------ | ------- |
| Seattle Sounders | 4 - 1           | León           | 3 - 0  | 1 - 1   |
| New York City    | 5 - 5 (gfc)     | Comunicaciones | 3 - 1  | 2 - 4   |
| N.E. Revolution  | 3 - 3 (3-4 dtr) | Pumas UNAM     | 3 - 0  | 0 - 3   |
| Cruz Azul        | 2 - 1           | CF Montréal    | 1 - 0  | 1 - 1   |

### Semifinali
| Squadra 1        | Totale | Squadra 2     | Andata | Ritorno |
| ---------------- | ------ | ------------- | ------ | ------- |
| Seattle Sounders | 4 - 2  | New York City | 3 - 1  | 1 - 1   |
| Pumas UNAM       | 2 - 1  | Cruz Azul     | 2 - 1  | 0 - 0   |

### Finale
| Squadra 1  | Totale | Squadra 2        | Andata | Ritorno |
| ---------- | ------ | ---------------- | ------ | ------- |
| Pumas UNAM | 2 - 5  | Seattle Sounders | 2 - 2  | 0 - 3   |